# Malarstwo tańdźawurskie

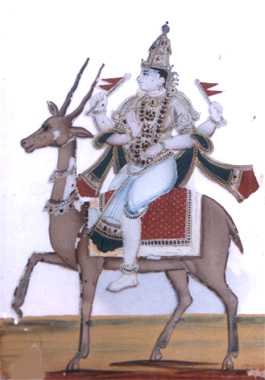
Bóg wiatru Waju

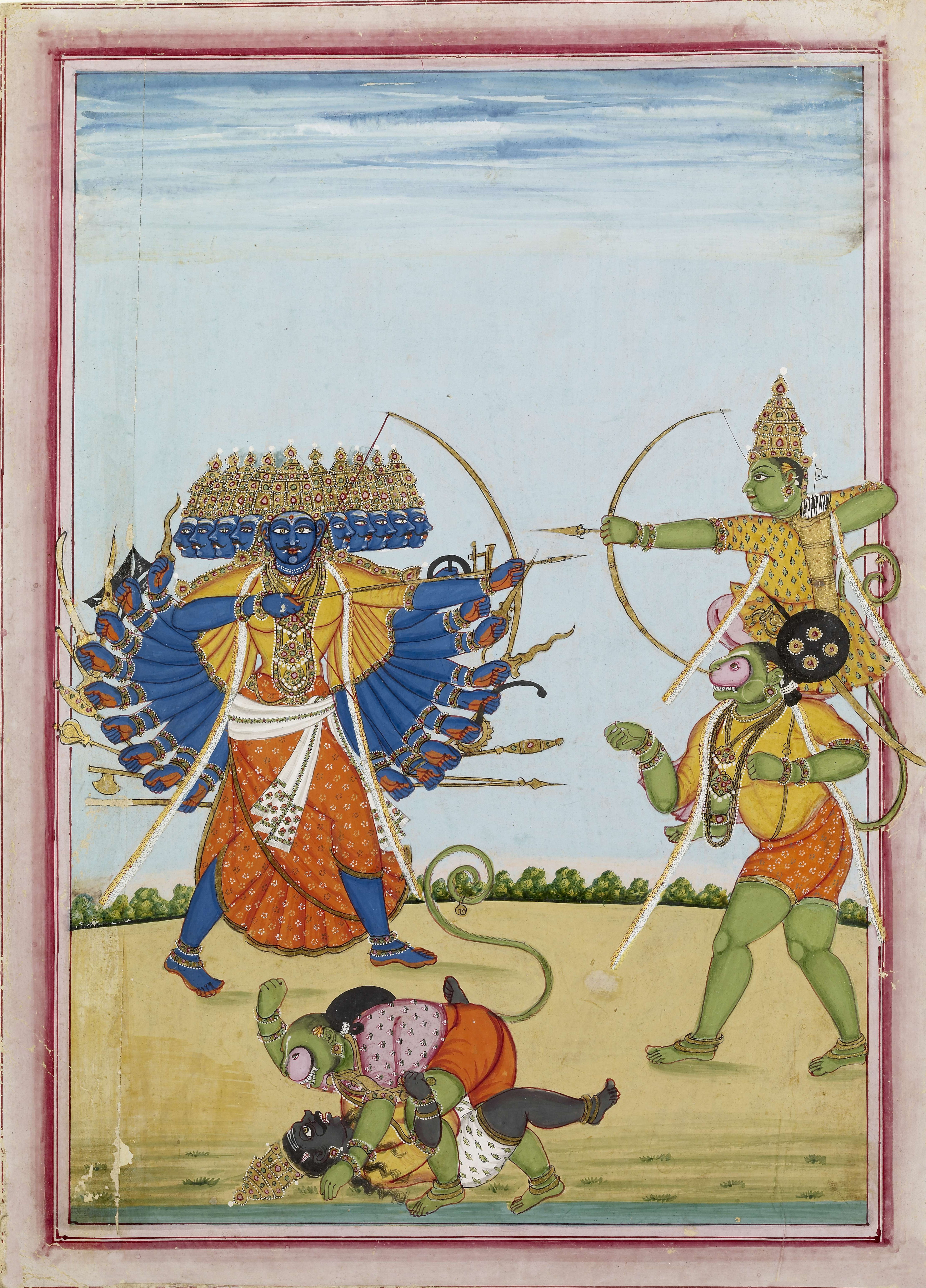
Rama i Hanuman walczący z Rawaną

Malarstwo tańdźawurskie, tamil: தஞ்சாவூர் ஓவியம் trb. Tandźawur oviyam, ang.: Tanjore painting – ważny nurt malarstwa klasycznego w południowych Indiach, który ukształtował się  na początku XVII w. w mieście Tańdźawur w Tamilnadu. 

## Tematyka
Głównym motywem w tym stylu są postaci bogów i bogiń hinduskich. Jeżeli zdarzają się sceny mitologiczne, to są one raczej tłem dla postaci głównego bóstwa.

## Cechy charakterystyczne
Obrazy malowane były na solidnych drewnianych deskach, określane były w języku tamilskim jako palagai padam, "obraz na desce". Odznaczają się mocną kolorystyką. W celu zapewnienia większej trwałości często stosuje się także folię złotą.